# Phaea sharonae
Phaea sharonae là một loài bọ cánh cứng trong họ Cerambycidae.